# Ben Kay
Benedict James Kay (Liverpool, 14 de diciembre de 1975) es un profesor y exrugbista británico que se desempeñaba como segunda línea. Fue internacional con la Rosa en los años 2000 y se consagró campeón del mundo en Australia 2003.

## Biografía
Su hermana es Amanda Yip, una destacada jueza y su padre también fue un notable juez. Comenzó a jugar al rugby en el Waterloo Rugby Club, donde fue apodado «Milord» por la profesión de su padre.
Estudió en la Universidad de Loughborough donde se recibió de profesor de educación física y conoció a Virginia, una fisioterapeuta y su novia de mucho tiempo. En 2002 se casaron y hoy tienen dos hijos.
Es hincha del Liverpool Football Club y su mejor amigo es Martin Johnson, quien fue su padrino de boda. Tras su retiro fue dirigente de los Leicester Tigers hasta 2021 y ahora trabaja de comentarista para BT Sport.

## Carrera
En 1999 se convirtió en profesional al ser contratado por los Leicester Tigers y jugó por vez primera durante la Copa del Mundo, cuando los segundas líneas titulares Martin Johnson y Fritz van Heerden se encontraban seleccionados a Inglaterra y Sudáfrica respectivamente.
En 2001 y 2002 ganó la entonces Copa Heineken.
En 2007 ganó la Premiership Rugby y jugó de titular la final contra el Gloucester Rugby. Fue titular tanto en la final de la Copa Heineken 2008–09, como en la victoria de la Premiership Guinness la misma temporada.
Se retiró a los 34 años y como vigente campeón en la temporada 2009–10, aunque no jugó la final contra los Saracens.

## Selección nacional
Representó a la selección juvenil durante tres años y a Inglaterra A dos años, debutando en 2000 contra Francia A.
En 2001 Clive Woodward convocó a la Rosa para disputar las pruebas de mitad de año y debutó contra los Canucks, desplazando a Danny Grewcock del equipo.
Se ganó la titularidad indiscutida durante el Torneo de las Seis Naciones 2002, jugando todos los partidos y marcando su primer try a Irlanda. Durante las pruebas de mitad de año 2002, enfrentó a los Pumas y les anotó su segundo try internacional.
Martin Johnson prefirió a un joven Steve Borthwick como titular y Kay fue suplente en todos los partidos del Seis Naciones 2008. Finalmente jugó su última prueba en junio de 2009, contra Argentina y en el Estadio Padre Ernesto Martearena.

### Participaciones en Copas del Mundo
Woodward lo llevó a Australia 2003 como titular indiscutido, formó junto al capitán Martin Johnson y jugó todas las pruebas, excepto su descanso contra Uruguay. En la final contra Australia, hizo un famoso knock-on a metros del in-goal.
| Mundial                       | Sede      | Resultado  | PJ | Tries |
| ----------------------------- | --------- | ---------- | -- | ----- |
| Copa Mundial de Rugby de 2003 | Australia | Campeón    | 6  | 0     |
| Copa Mundial de Rugby de 2007 | Francia   | Subcampeón | 7  | 0     |

Brian Ashton lo llevó a Francia 2007 como titular indiscutido, formó junto a Simon Shaw y esta vez jugó todas las pruebas.

### Leones
En 2005 Woodward lo seleccionó a los Leones Británicos e Irlandeses para participar de la gira a Nueva Zelanda. Ingresó como suplente en la despedida contra Argentina, una agónica victoria en descuento.
En la peor gira profesional de la historia, donde los neozelandeses fueron ampliamente superiores y le dieron una paliza a los europeos, jugó la prueba debut ante los All Blacks y luego perdió el puesto con el irlandés Donncha O'Callaghan.

## Estilo de juego

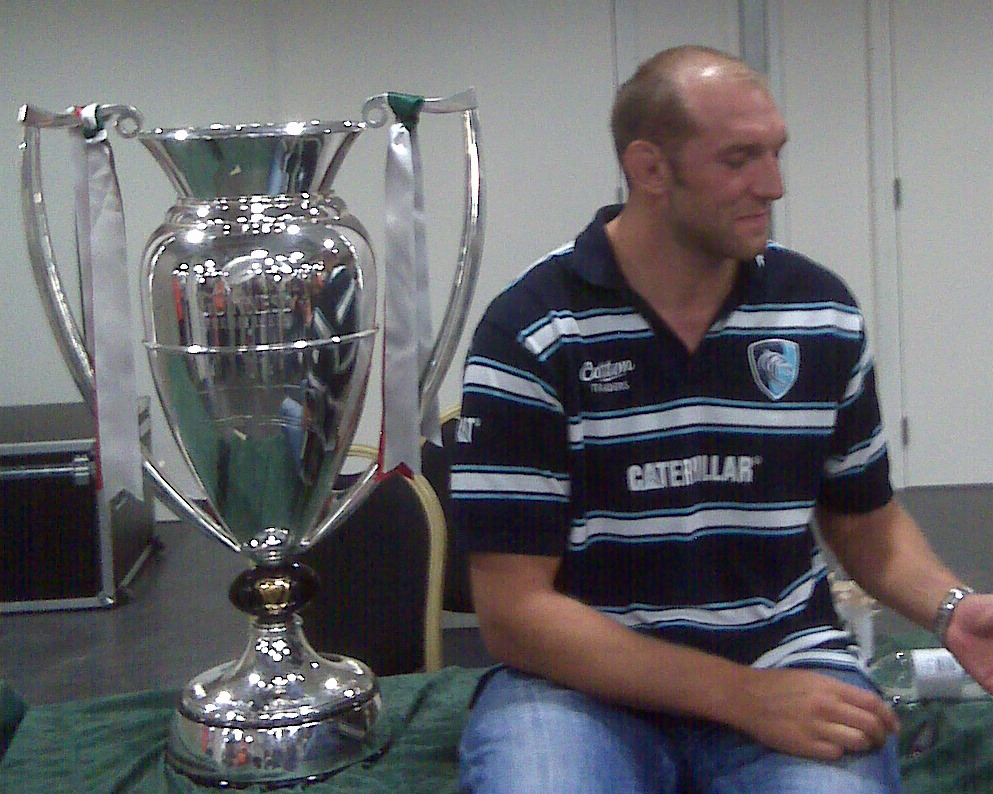
Kay con el trofeo de la Premiership, 2009.

Destacó por sus habilidades en el line-out; siendo un saltador de línea media altamente calificado; seguridad en el tackle y su inteligencia, como en Australia 2003 cuando aprendió a contar en afrikáans para descifrar los códigos de salto de los Springboks.

### Palmarés
- Campeón del Torneo de las Seis Naciones de 2003.
- Campeón de la Copa de Campeones de 2000–01 y 2001–02.
- Campeón de la Orange Cup de 2002.
- Campeón de la Premiership Rugby de 1999–00, 2000–01, 2001–02, 2006–07, 2008–09 y 2009–10.
- Campeón de la Anglo-Welsh Cup de 2006–07.